# Silent Night, Deadly Night 3: Better Watch Out!
Silent Night, Deadly Night 3: Better Watch Out! è un film diretto da Monte Hellman. È il secondo sequel del film Silent Night, Deadly Night - Natale di sangue, ed è anch'esso inedito in Italia come tutti gli altri seguiti.

## Trama
Dopo essere stato ferito dai colpi della polizia sei anni prima, il famigerato killer vestito da Babbo Natale Richard "Ricky" Caldwell è rimasto in coma da allora, con una cupola trasparente posta sulla sua testa dai medici per riparare il suo cranio danneggiato. Volendo contattarlo, l'eccentrico dottor Newbury inizia a usare una ragazza cieca chiaroveggente di nome Laura Anderson per cercare di comunicare telepaticamente. La vigilia di Natale, dopo una sessione particolarmente traumatica con Newbury, la giovane inizia a pentirsi della partecipazione al suo esperimento, ma l'uomo cerca di convincerla a continuare a provare, dicendo che possono parlare di più una volta che Laura è tornata a casa dalla nonna durante le vacanze. Dopo che quest'ultima è stata prelevata dall'ospedale da suo fratello maggiore Chris, un impiegato dell'ospedale ubriaco vestito da Babbo Natale si aggira nella stanza di Ricky e inizia a prenderlo in giro, riportandolo alla coscienza. Quest'ultimo uccide l'imitatore di Babbo Natale e scappa dall'ospedale, portando con sé un tagliacarte dopo aver massacrato anche un'addetta alla reception.
Di ritorno da una seduta con il suo psichiatra, Laura viene presentata da suo fratello alla sua nuova fidanzata, un'assistente di volo di nome Jerry, che alla ragazza non piace. Mentre il trio si dirige verso la nonna, non si accorgono di Ricky che li segue. Quest'ultimo uccide un automobilista e un benzinaio e arriva per primo alla casa della nonna. Credendo che Ricky sia semplicemente uno sfortunato vagabondo, la donna cerca di fare amicizia con lui, ma viene eliminata quando il ragazzo vede un regalo di Natale. Il tenente Connely e Newbury trovano i due membri del personale giustiziati da Ricky in ospedale. Iniziano a cercare di rintracciarlo, rendendosi conto che è attratto da Laura dopo che le riprese della telecamera di sorveglianza lo mostrano mentre pronuncia il suo nome.
Raggiungendo la casa della nonna, Laura sente che qualcosa non va. Chris ignora i suoi sospetti e crede che l'anziana possa essere appena uscita per una passeggiata. Quando lei non si presenta e l'auto viene trovata sabotata, il gruppo diventa molto preoccupato, con Chris e Jerry che decidono di uscire e cercare la nonna. Laura sente che Ricky la fissa attraverso la finestra e urla, riportando i due a casa. Dopo aver scoperto che il telefono non prendeva e la sua foto è scomparsa, Laura si rende conto che deve essere Ricky a inseguirla pochi istanti prima che lui sfondi la porta e inizi a strozzare Jerry. La ragazza viene salvata quando Chris pugnala Ricky al braccio. Altrove, quando Connely lascia l'auto per urinare, Newbury se ne va con l'intenzione di provare a far ragionare o intrappolare Ricky, non volendo che il suo esperimento vada sprecato con la sua morte.
Armati di un vecchio fucile, Chris, Laura e Jerry escono in cerca di aiuto, ma vengono attaccati da Ricky, che pugnala Chris al petto. Mentre le due tornano di corsa a casa, Newbury trova il killer. All'inizio, quest'ultimo non è interessato a Newbury, ma si avvicina quando il dottore riproduce una cassetta di una delle sessioni sue e di Laura. Mentre Ricky lo raggiunge, Newbury, credendo che il nastro abbia avuto una sorta di effetto calmante, afferra la mano del ragazzo, venendo però pugnalato allo stomaco. Laura e Jerry barricano la porta di casa, ma Ricky riesce comunque a entrare, sfondando una porta-finestra. Mentre Jerry cerca una pistola, l'assassino la uccide e il suo corpo viene trovato pochi secondi dopo da Laura. Ricky si avvicina, permettendo alla ragazza di toccargli il viso. Infuriato quando Laura fugge terrorizzata dopo aver visto il suo cervello attraverso la cupola trasparente, Ricky la insegue. Nel seminterrato, Laura è incoraggiata da una visione della nonna, il cui corpo trova appeso al soffitto. La giovane rompe la luce della lampada ma viene facilmente messa alle strette mentre cerca di attaccare Ricky. Quando quest'ultimo inizia a soffocarla, Laura viene salvata da Chris che riappare e fredda Ricky con un fucile. Sfortunatamente, l'arma spara a salve e quest'ultimo illeso la strappa a Chris e la usa per soffocarlo. Ricky poi tenta di finire Laura, ma lei afferra un pezzo di un bastone rotto e, tenendolo di fronte a sé, uccide il killer infilzandolo.
Raggiungendo la casa con rinforzi, Connelly trova Newbury morente prima di scoprire Laura che culla il corpo di suo fratello in casa. Salutata da Connelly, mentre il corpo di un sopravvissuto viene portato d'urgenza in ospedale dai paramedici, Laura augura al tenente un "Buon Natale" prima di avere una visione di Ricky che rompe la quarta parete mentre afferma: "... E un felice anno nuovo ".

## Curiosità
- Il film è stato girato a Dallas.
- Nel film si vede alla TV The Terror - La vergine di cera, horror diretto a più mani da Roger Corman, Francis Ford Coppola, Monte Hellman, Jack Hill e Jack Nicholson.
- La prima sceneggiatura fu scritta da Carlos Lazlo, ma questa venne gettata poco prima di iniziare le riprese. Monte Hellman e Steven Gaydos riscrissero tutto in fretta e furia. Vi fu però una causa e finì che Gaydos non ricevette nessun credito come sceneggiatore (compare come consulente creativo) mentre Hellman, a parte la regia, è nei titoli di coda per il soggetto.

## Sequel
Il film ha avuto un sequel nel 1990.